# Internapoli Football Club 1967-1968
Questa voce raccoglie le informazioni riguardanti l'Internapoli Football Club nelle competizioni ufficiali della stagione 1967-1968.

## Rosa
| N. |                   | Ruolo | Calciatore        |
| -- | ----------------- | ----- | ----------------- |
|    | Italia (bandiera) | D     | Renato Bellei     |
|    | Italia (bandiera) | P     | Francesco Biccari |
|    | Italia (bandiera) |       | Bossi             |
|    | Italia (bandiera) | C     | Giacomo Brignoli  |
|    | Italia (bandiera) | D     | Marcello Brilla   |
|    | Italia (bandiera) | A     | Giorgio Chinaglia |
|    | Italia (bandiera) |       | Di Girolamo       |
|    | Italia (bandiera) | D     | Giovanni Fagan    |
|    | Italia (bandiera) |       | Fernando          |
|    | Italia (bandiera) | C     | Giuseppe Fiaschi  |
|    | Italia (bandiera) |       | Gesi              |
|    | Italia (bandiera) | A     | Antonio Incalza   |

| N. |                   | Ruolo | Calciatore         |
| -- | ----------------- | ----- | ------------------ |
|    | Italia (bandiera) | C     | Renato Palcini     |
|    | Italia (bandiera) | A     | Ciro Porro         |
|    | Italia (bandiera) | A     | Angelo Orsi        |
|    | Italia (bandiera) | A     | Martino Pedulà     |
|    | Italia (bandiera) | P     | Umberto Provasi    |
|    | Italia (bandiera) |       | Raffin             |
|    | Italia (bandiera) | C     | Salvatore Rampanti |
|    | Italia (bandiera) | C     | Giorgio Ramusani   |
|    | Italia (bandiera) | A     | Domenico Romano    |
|    | Italia (bandiera) | A     | Mario Schettino    |
|    | Italia (bandiera) | C     | Ermenegildo Valle  |
|    | Italia (bandiera) | D     | Giuseppe Wilson    |